# Заречное муниципальное образование
Заречное муниципальное образование — муниципальное образование со статусом сельского поселения в Нижнеудинском районе Иркутской области России. Административный центр — поселок Заречье.

## Демография
| 2010 | 2011 | 2012 | 2013 | 2014 | 2015 | 2016 |
| ---- | ---- | ---- | ---- | ---- | ---- | ---- |
| 366  | ↘365 | ↘358 | ↗361 | ↘339 | ↘330 | ↘328 |
| 2017 |      |      |      |      |      |      |
| ↘324 |      |      |      |      |      |      |

По результатам Всероссийской переписи населения 2010 года численность населения муниципального образования составила 366 человек, в том числе 172 мужчины и 194 женщины.

## Населенные пункты
В состав муниципального образования входят населенные пункты:
- Заречье